# Go Oiwa
Go Oiwa (大岩 剛, Oiwa Go) est un footballeur japonais né le 23 juin 1972 à Shizuoka dans la préfecture de Shizuoka au Japon.

## Carrière d'entraineur
- du 31 mai 2017 au 1er janvier 2020 :  Kashima Antlers
- depuis le 16 décembre 2021 :  Japon -23 ans